# Iselin Solheim
Iselin Solheim (Naustdal, 20 juni 1990) is een Noorse zangeres.
Solheim volgde een opleiding aan de Skiringssal Folkehøgskule en het Britse Liverpool Institute for Performing Arts.
Haar debuutsingle uit 2012 What's Happening kreeg in Noorwegen heel wat media-aandacht, en de vervolgsingle uit 2013, The Wizard of Us werd een hit in de Scandinavische landen.
Iselin Solheim zong in 2015 het lied Faded van Alan Walker in. Ook Sing Me to Sleep van Walker uit 2016 werd door haar gezongen.

## Discografie

### Productie credits
| Jaar | Titel             | Artiest     | Rol  |
| ---- | ----------------- | ----------- | ---- |
| 2015 | Faded             | Alan Walker | Zang |
| 2016 | Sing Me to Sleep  | Alan Walker | Zang |
| 2018 | Just For A Moment | Gryffin     | Zang |